# 李曰良
李曰良（1420年—？），字朝佐，江西廣信府弋陽縣人，民籍，明朝政治人物。進士出身。

## 生平
江西鄉試第四十七名。景泰五年（1454年）甲戌科會試第三十二名，殿試登進士第二甲第八十三名。

## 家族
曾祖李倫友，曾任。祖父李文安，曾任。父亲李希愬，曾任。